# Chris Pontius
Chris Pontius (født 16. juli 1974), er amerikansk TV-kendis, medlem af gruppen Jackass.
Han har blandt andet udført stunts ved farlige dyr, for eksempel krokodiller i filmen Jackass: The Movie, og er kendt som Party Boy, hvor han danser rundt kun iført leopard g-streng. Chris Pontius er også med i programmet "Wildboyz". Det er et program hvor ham og Steve-O tager rundt forskellige steder og prøver ting, lidt lignende Jackass.